# San Miguel de Horcasitas (kommun)
San Miguel de Horcasitas är en kommun i Mexiko.   Den ligger i delstaten Sonora, i den nordvästra delen av landet, 1 600 km nordväst om huvudstaden Mexico City.
Följande samhällen finns i San Miguel de Horcasitas:
- Pesqueira
- Las Mercedes Agropecuaria
- San Miguel de Horcasitas